# Pimpla stigmatica
Pimpla stigmatica là một loài tò vò trong họ Ichneumonidae.